# Ömer Lütfi Akadlı
Ömer Lütfi Akadlı (* 8. Juli 1902 in Istanbul; † 31. Mai 1988) war ein türkischer Jurist und von 1964 bis 1966 Präsident des türkischen Verfassungsgerichts.

## Laufbahn
Akadlı schloss 1923 sein Studium an der juristischen Fakultät der Universität Ankara ab und wurde 1928 zur Staatsanwaltschaft in Sürmene in der Provinz Trabzon berufen. Am 14. Juni 1950 wurde er zum Mitglied des Kassationshofs der Türkei ernannt. In den Jahren 1960 und 1961 war er an der Ausarbeitung der neuen Verfassung beteiligt.
Am 2. Mai 1962 wurde er zum ordentlichen Mitglied des Verfassungsgerichts ernannt und am 2. Dezember desselben Jahres zum Vizepräsidenten des Gerichts gewählt. Am 7. Oktober 1964 wurde er Präsident des Verfassungsgerichts und war bis zum 8. Juli 1966 im Amt.